# Emily Behr
Emily Behr (* 1976 in Aachen) ist eine deutsche Schauspielerin, Hörbuch- und Synchronsprecherin.

## Ausbildung
Ausgebildet wurde Behr in der „Theater Werkstatt Charlottenburg“. Danach besuchte sie mehrere Fortbildungskurse, wie z. B. den „Method Acting Workshop“ oder den „Japanischer Slow Tempo Workshop nach Shogo Ohta“.
Als Schauspielerin war Behr in Fernsehserien wie Großstadtrevier, Löwenzahn und Lindenstraße zu sehen. Sie spielt außerdem in Theaterstücken mit.

## Filmografie
- 1999: Racheengel – Stimme aus dem Dunkeln
- 2000: Die blauen und die grauen Tage
- 2002: Großstadtrevier – Kleiner Mann, was nun?
- 2003: Die Rettungsflieger – Die Entscheidung
- 2003: Sobre el arco iris
- 2004: Manson’s Dream
- 2005: Thumbs Up
- 2006: Kopfsache
- 2007: Blind Eye
- 2007: Far Too Close
- 2007: A tes amours
- 2008: En passant
- 2008: Abschnitt 40 – Zechanschlussraub
- 2008: In aller Freundschaft (Fernsehserie, Folge Großmütiges Herz)
- 2009: El cónsul de Sodoma
- 2010: Allein gegen die Zeit
- 2010: Da kommt Kalle – Kalle auf dem Eis
- 2011: Gottes mächtige Dienerin
- 2011: Löwenzahn – Bienen – Der Raub der Honigmacher
- 2013: Lindenstraße
- 2013: Kinderwald

## Synchronrollen (Auswahl)

### Filme
- 2008: Brett O’Mara als Brett in The Eye
- 2009: Mélanie Laurent als Shosanna Dreyfus in Inglourious Basterds
- 2010: Mélanie Laurent als Anna in Beginners
- 2012: Leigh Quinn als Krankenschwester Carr in The Best of Men
- 2013: Audrey Dana als Fanny in Der jüdische Kardinal
- 2013: Mélanie Laurent als Alma Dray in Die Unfassbaren – Now You See Me
- 2016: Donna Benedicto als Megan in A Wish for Christmas

### Serien
- 2006–2007, 2014: Jessica DiCicco als Zing in Winx Club
- 2013: Rochelle Bostrom als Frau mit Akzent in Damages – Im Netz der Macht
- 2013: Mary Cavett als Roxanne in Pan Am
- 2013: Lisa Henni als Lotta Svensson in Ein Fall für Annika Bengtzon
- 2014: Julieta Cardinali als Eve Perón in Brief an Evita

## Auszeichnungen
- 2006: Publikumspreis Landshuter Filmfest für „Kopfsache“
- 2007: Jurypreis Festival Villingen-Schwenningen für „Kopfsache“
- 2010: Prix Jeunesse International für „Allein gegen die Zeit“
- 2010: Nominierung für den Deutschen Fernsehpreis für „Allein gegen die Zeit“
- 2010: Goldener Spatz für „Allein gegen die Zeit“
- 2010: Der weiße Elefant für „Allein gegen die Zeit“
- 2011: Nominierung für den Internationalen Emmy Award 2011 in der Kategorie „children & young people“ für „Allein gegen die Zeit“